# Ballet de Houston
El Ballet de Houston (Houston Ballet) es una compañía de ballet estadounidense financiada por la Houston Ballet Foundation que también se encarga de mantener a la academia de ballet, Houston Ballet Academy, en la que entrenan más de la mitad de los bailarines de la compañía.
Como compañía, fundada en 1969, es la cuarta más grande de Estados Unidos, con su base en la ciudad de Houston, Texas. En 2017, el Ballet de Houston recibió una donación de más de 73 millones de dólares, ha sido la mayor donación a una compañía de baile en EE. UU. La compañía produce unas 85 actuaciones cada año y está compuesta por 59 bailarines.
Desde su fundación, la organización ha contado con los siguientes directores: Tatiana Semenova (1955-1967), Nina Popova (1967-1976), Ben Stevenson OBE (1976-2003), Stanton Welch AM (2003-actualidad).